# Aclastus solitudinum
Aclastus solitudinum är en stekelart som beskrevs av Per Abraham Roman 1924. Aclastus solitudinum ingår i släktet Aclastus och familjen brokparasitsteklar. Arten är reproducerande i Sverige. Inga underarter finns listade i Catalogue of Life.